# Sommer-Paralympics 2008/Teilnehmer (China)
| stlisierte Goldmedaille | stlisierte Silbermedaille | stlisierte Bronzemedaille |
| ----------------------- | ------------------------- | ------------------------- |
| 89                      | 70                        | 52                        |

Die Volksrepublik China nahm mit 345 Athleten im Alter von 15 bis 51 Jahren an allen Sportarten (außer Reiten) an den Sommer-Paralympics 2008 im chinesischen Peking teil.
Damit stellte China bei diesen Spielen die größte Mannschaft und gewann erwartungsgemäß die meisten Medaillen. Insgesamt verbuchten die chinesischen Athleten in 13 von 19 Sportarten 211 Medaillen, davon waren 89 Gold-, 70 Silber- und 52 Bronzemedaillen. Fahnenträger beim Einzug der Mannschaft war der Schwimmer Wang Xiaofu.
Die jüngste Athletin war die Schwimmerin Don Longjuan (15 Jahre). Der älteste Athlet war der Schütze Huang Wei (51 Jahre).

## Medaillen

### Medaillenspiegel
| Medaillenspiegel Volksrepublik China |                            |                              |                           |                           |        |
| Platz                                | Sportart                   | Goldmedaille – Olympiasieger | Silbermedaille – 2. Platz | Bronzemedaille – 3. Platz | Gesamt |
| 1                                    | Leichtathletik             | 38                           | 21                        | 18                        | 77     |
| 2                                    | Schwimmen                  | 13                           | 22                        | 17                        | 52     |
| 3                                    | Tischtennis                | 13                           | 6                         | 3                         | 22     |
| 4                                    | Powerlifting (Bankdrücken) | 9                            | 2                         | 3                         | 14     |
| 5                                    | Rollstuhlfechten           | 6                            | 6                         | 1                         | 13     |
| 6                                    | Judo                       | 4                            | 2                         | 1                         | 7      |
| 7                                    | Bogenschießen              | 2                            | 3                         | 2                         | 7      |
| 8                                    | Schießen                   | 1                            | 3                         | 3                         | 7      |
| 9                                    | Goalball                   | 1                            | 1                         | –                         | 2      |
| 10                                   | Rudern                     | 1                            | –                         | –                         | 1      |
| 10                                   | Sitzvolleyball             | 1                            | –                         | –                         | 1      |
| 12                                   | Radsport                   | –                            | 3                         | 4                         | 7      |
| 13                                   | Fußball (5er Teams)        | –                            | 1                         | –                         | 1      |
| Total                                | Total                      | 89                           | 70                        | 52                        | 211    |

### Medaillengewinner

#### Gold
| Name | Sportart                   | Wettkampf                        |
| --- | -------------------------- | -------------------------------- |
| Fu Hongzhi Gao Fangxia Xiao Yanhong | Bogenschießen              | Recurve Frauen (Team)            |
| Cheng Changjie | Bogenschießen              | Recurve Männer (W1/W2)           |
| Bao Daolei Cai Changgui Chen Liangliang Du Jinran Yang Chunhong Yao Yongquan                                                                   | Goalball                   | Männer                           |
| Cui Na | Judo                       | Frauen bis 52 kg                 |
| Guo Huaping | Judo                       | Frauen bis 48 kg                 |
| Wang Lijing | Judo                       | Frauen bis 57 kg                 |
| Yuan Yanping | Judo                       | Frauen über 70 kg                |
| Dong Hongjiao Huang Lisha Liu Wenjun Zhang Ting                                                                                                | Leichtathletik             | 4 × 100 m Männer (T53/54)        |
| Huang Lisha | Leichtathletik             | 100 m Frauen (T53)               |
| Huang Lisha | Leichtathletik             | 200 m Frauen (T53)               |
| Menggen Jimisu | Leichtathletik             | Diskuswurf Frauen (F40)          |
| Mi Na | Leichtathletik             | Kugelstoßen Frauen (F37/38)      |
| Mi Na | Leichtathletik             | Diskuswurf Frauen (F37/38)       |
| Qing Suping | Leichtathletik             | Speerwurf Frauen (F57/58)        |
| Tang Hongxia | Leichtathletik             | Kugelstoßen Frauen (F12/13)      |
| Wang Fang | Leichtathletik             | 100 m Frauen (T36)               |
| Wang Fang | Leichtathletik             | 200 m Frauen (T36)               |
| Wang Jun | Leichtathletik             | Diskuswurf Frauen (F42-46)       |
| Wu Chunmiao | Leichtathletik             | 100 m Frauen (T11)               |
| Wu Qing | Leichtathletik             | Diskuswurf Frauen (F35/36)       |
| Wu Qing | Leichtathletik             | Speerwurf Frauen (F35/36)        |
| Yao Juan | Leichtathletik             | Speerwurf Frauen (F42-46)        |
| Zheng Baozhu | Leichtathletik             | Kugelstoßen Frauen (F42-46)      |
| Zhou Hongzhuan | Leichtathletik             | 800 m Frauen (T53)               |
| Cui Yanfeng Li Huzhao Zhang Lixin Zhao Ji | Leichtathletik             | 4 × 400 m Männer (T53/54)        |
| Fan Liang | Leichtathletik             | Diskuswurf Männer (F53/54)       |
| Gao Mingjie | Leichtathletik             | Speerwurf Männer (F42/44)        |
| Guo Wei | Leichtathletik             | Kugelstoßen Männer (F35/36)      |
| Guo Wei | Leichtathletik             | Diskuswurf Männer (F35/36)       |
| Guo Wei | Leichtathletik             | Speerwurf Männer (F35/36)        |
| Li Duan | Leichtathletik             | Weitsprung Männer (F11)          |
| Li Duan | Leichtathletik             | Dreisprung Männer (F11)          |
| Li Huzhao | Leichtathletik             | 800 m Männer (T53)               |
| Li Huzhao Zhang Lixin Zhao Ji Zong Kai | Leichtathletik             | 4 × 100 m Männer (T53/T54)       |
| Li Qiang Li Yansong Liu Xiangkun Yang Yuqing                                                                                                   | Leichtathletik             | 4 × 100 m Männer (T11)           |
| Qi Shun | Leichtathletik             | Marathon Männer (T12)            |
| Xia Dong | Leichtathletik             | Kugelstoßen Männer (F37/38)      |
| Xia Dong | Leichtathletik             | Speerwurf Männer (F37/38)        |
| Yang Sen | Leichtathletik             | 100 m Männer (T35)               |
| Yu Shiran | Leichtathletik             | 200 m Männer (T53)               |
| Zhang Lixin | Leichtathletik             | 200 m Männer (T54)               |
| Zhang Zhen | Leichtathletik             | 1000 m Männer (T11)              |
| Zhang Zhen | Leichtathletik             | 5000 m Männer (T11)              |
| Zhu Pengkai | Leichtathletik             | Speerwurf Männer (F11/12)        |
| Bian Jianxin | Powerlifting (Bankdrücken) | Frauen bis 60 kg                 |
| Fu Taoying | Powerlifting (Bankdrücken) | Frauen bis 67,5 kg               |
| Li Ruifang | Powerlifting (Bankdrücken) | Frauen bis 82,5 kg               |
| Xiao Cuijuan | Powerlifting (Bankdrücken) | Frauen bis 44 kg                 |
| Cai Huichao | Powerlifting (Bankdrücken) | Männer bis 90 kg                 |
| Liu Lei | Powerlifting (Bankdrücken) | Männer bis 75 kg                 |
| Qi Dong | Powerlifting (Bankdrücken) | Männer bis 100 kg                |
| Wu Guojing | Powerlifting (Bankdrücken) | Männer bis 52 kg                 |
| Zhang Haidong | Powerlifting (Bankdrücken) | Männer bis 82,5 kg               |
| Zhang Chuncui | Rollstuhlfechten           | Frauen Degen (A)                 |
| Hu Daoliang | Rollstuhlfechten           | Männer Degen (B)                 |
| Hu Daoliang | Rollstuhlfechten           | Männer Florett (B)               |
| Tian Jianquan | Rollstuhlfechten           | Männer Degen (A)                 |
| Ye Ruyi | Rollstuhlfechten           | Männer Florett (A)               |
| Ye Ruyi | Rollstuhlfechten           | Männer Säbel (A)                 |
| Zhou Yangjing Shan Zilong | Rudern                     | Zweier 1000 m (Mixed)            |
| Lin Haiyan | Schießen                   | Luftpistole 10 m Frauen (SH1)    |
| Huang Min | Schwimmen                  | 50 m Schmetterling Frauen (S7)   |
| Jiang Fuying | Schwimmen                  | 50 m Schmetterling Frauen (S6)   |
| Xie Qing | Schwimmen                  | 100 m Freistil Frauen (S11)      |
| Du Jianping | Schwimmen                  | 100 m Freistil Männer (S3)       |
| Du Jianping | Schwimmen                  | 50 m Rücken Männer (S3)          |
| Du Jianping He Junquan Tang Yuan Yang Yuanrun                                                                                                  | Schwimmen                  | 4 × 50 m Freistil Staffel Männer |
| Du Jianping Tang Yuan Xu Qing Yang Yuanrun | Schwimmen                  | 4 × 50 m Lagen Staffel Männer    |
| Tian Rong | Schwimmen                  | 50 m Schmetterling Männer (S7)   |
| Wang Xiaofu | Schwimmen                  | 50 m Freistil Männer (S8)        |
| Wang Xiaofu | Schwimmen                  | 100 m Freistil Männer (S8)       |
| Xu Qing | Schwimmen                  | 50 m Freistil Männer (S6)        |
| Xu Qing | Schwimmen                  | 50 m Schmetterling Männer (S6)   |
| Yang Bozun | Schwimmen                  | 100 m Rücken Männer (S11)        |
| Li Liping Liang Fen Liu Lijuan Lu Chunli Lu Hongqin Sheng Yuhong Tan Yanhua Yang Yanling Zhang Lijun Zhang Xufei Zheng Xiongying Zhong Haihong | Sitzvolleyball             | Frauen                           |
| Fan Lei Hou Chunxiao Lei Lina Liu Meili | Tischtennis                | Mannschaft TT 6 – TT 10 Frauen   |
| Gu Gai Ren Guixiang Zhang Bian Zhou Ying | Tischtennis                | Mannschaft TT 4 – TT 5 Frauen    |
| Lei Lina | Tischtennis                | Einzel TT 9 Frauen               |
| Li Qian | Tischtennis                | Einzel TT 3 Frauen               |
| Li Qian Liu Jing | Tischtennis                | Mannschaft TT 1 – TT 3 Frauen    |
| Liu Jing | Tischtennis                | Einzel TT 1 – TT 2 Frauen        |
| Ren Guixiang | Tischtennis                | Einzel TT 5 Frauen               |
| Zhou Ying | Tischtennis                | Einzel TT 4 Frauen               |
| Chen Chao Ge Yang Lu Xiaolei Ma Lin | Tischtennis                | Mannschaft TT 9 – TT 10 Männer   |
| Chen Gang | Tischtennis                | Einzel TT 8 Männer               |
| Chen Gang Li Manzhou Qin Xiaojun Ye Chaoqun | Tischtennis                | Mannschaft TT 6 – TT 8 Männer    |
| Feng Panfeng | Tischtennis                | Einzel TT 3 Männer               |
| Ge Yang | Tischtennis                | Einzel TT 9 – TT 10 Männer       |

#### Silber
| Name | Sportart | Wettkampf |
| ---- | -------- | --------- |
|      |          |           |

#### Bronze
| Name | Sportart | Wettkampf |
| ---- | -------- | --------- |
|      |          |           |

## Teilnehmer nach Sportart

### Boccia
Bei den Wettbewerben im Boccia gewannen die chinesischen Athleten keine Medaillen.
Frauen
- Lu Juan
- Ni Suili
- Qi Cuifang
- Zhang Qi
- Zhu Heqiao

Männer
- Cao Fei
- Shen Cong
- Tan Weilin
- Tian Jianan
- Wang Yi
- Wen Dinghua
- Yan Zhiqiang
- Yang Sen
- Zhu Jianhui

### Bogenschießen
Bei den Wettbewerben im Bogenschießen gewannen die chinesischen Athleten zwei Gold-, drei Silber- und zwei Bronzemedaillen.
Frauen
- Cao Xuerong
- Fu Hongzhi

Recurve (Team): Gold 
Recurve (W1/W2): Silber 
- Gao Fangxia

Recurve (Team): Gold 
Recurve (Standing): Silber 
- Wang Li
- Wang Yanhong
- Xiao Yanhong

Recurve (Team): Gold 
Recurve (W1/W2): Bronze 
- Yan Huilian

Männer
- Chen Yegang

Recurve (Team): Silber 
Recurve (Standing): Bronze 
- Cheng Changjie

Recurve (W1/W2): Gold 
Recurve (Team): Silber 
- Dong Zhi

Recurve (Team): Silber 
- Zhu Weiliang

### Fußball (5er Teams)
Bei den Wettbewerben im Fußball (5er Teams) gewannen die chinesischen Athleten eine Silbermedaille.
Männer
Silber 
- Chen Shanyong
- Li Xiaoqiang
- Wang Yafeng
- Wang Zhoubin
- Wei Zheng
- Xia Zheng
- Yang Xinqiang
- Yu Yutan
- Zhang Qiang
- Zheng Wenfa

### Fußball (7er Teams)
Bei den Wettbewerben im Fußball (7er Teams) gewannen die chinesischen Athleten keine Medaillen.
Männer
- Dong Xinliang
- Fan Zhichao
- He Jinghua
- Lang Yunlong
- Li Chuan
- Liu Bo
- Wu Gang
- Xu Guojun
- Yang Wenshun
- Yang Ye
- Zhu Xu
- Zhuge Bin

### Goalball
Bei den Wettbewerben im Goalball gewannen die chinesischen Athleten eine Gold- und eine Silbermedaille.
| Frauen (Silber )                                                                  | Männer (Gold )                                                                               |
| --------------------------------------------------------------------------------- | -------------------------------------------------------------------------------------------- |
| - Chen Fengqing - Fan Feifei - Lin Shan - Wang Ruixue (C) - Wang Shasha - Xu Juan | - Bao Daolei - Cai Changgui - Chen Liangliang - Du Jinran - Yang Chunhong (C) - Yao Yongquan |

(C) = Kapitän der Mannschaft

### Judo
Bei den Wettbewerben im Judo gewannen die chinesischen Athleten vier Gold- und zwei Silbermedaillen sowie eine Bronzemedaille.
Frauen
- Cui Na

bis 52 kg: Gold 
- Guo Huaping

bis 48 kg: Gold 
- Wang Lijing

bis 57 kg: Gold 
- Yuan Yanping

über 70 kg: Gold 
- Zhou Qian

Männer
- Li Xiaodong

bis 60 kg: Bronze 
- Wang Song

über 100 kg: Silber 
- Xu Zhilin

bis 73 kg: Silber 

### Leichtathletik
Bei den Leichtathletikwettbewerben gewannen die chinesischen Athleten insgesamt 77 Medaillen, davon 38 Gold-, 21 Silber- und 18 Bronzemedaillen und führten damit in diesem Wettbewerb den Medaillenspiegel an.
Frauen
- Bai Xuhung
- Chen Liping
- Dong Feixia
- Dong Hongjiao

4 × 100 m (T53/T54): Gold 
100 m (T54): Bronze 
- Di Xiaofang
- Huang Lisha

100 m (T53): Gold 
200 m (T53): Gold 
4 × 100 m (T53/T54): Gold 
- Jia Qianqian
- Jin Yajuan
- Li Chunhua

Diskuswurf (F37/38): Bronze 
- Liu Miaomiao

Weitsprung (F12): Bronze 
- Liu Wenjun

4 × 100 m (T53/T54): Gold 
100 m (T54): Silber 
- Menggen Jimisu

Diskuswurf (F40): Gold 
Kugelstoßen (F40): Silber 
- Mi Na

Kugelstoßen (F37/38): Gold 
Diskuswurf (F37/38): Gold 
- Qing Suping

Speerwurf (F57/58): Gold 
- Sun Xin
- Tang Hongxia

Kugelstoßen (F12/13): Gold 
- Wang Fang

100 m (T36): Gold 
200 m (T36): Gold 
- Wang Juan

100 m (T44): Bronze 
- Wang Jun

Diskuswurf (F42-46): Gold 
- Wang Ting

Diskuswurf (F54-56): Silber 
- Wu Chunmiao

100 m (T11): Gold 
200 m (T11): Silber 
- Wu Qing

Diskuswurf (F35/36): Gold 
Speerwurf (F35-38): Gold 
Kugelstoßen (F35/36): Silber 
- Xu Qiuping
- Yang Liwan
- Yang Yue

Diskuswurf (F42-46): Silber 
- Yao Juan

Speerwurf (F42-46): Gold 
- Zhang Haiyuan
- Zhang Liangmin

Diskuswurf (F12/13): Silber 
- Zhang Ting

4 × 100 m (T53/T54): Gold 
- Zheng Baozhu

Kugelstoßen (F42-46): Gold 
Diskuswurf (F42-46): Bronze 
- Zhong Yongyuan

Kugelstoßen (F42-46): Silber 
- Zhou Hongzhuan

800 m (T53): Gold 
400 m (T53): Silber 
200 m (T53): Bronze 
Männer
- Che Mian

4 × 100 m (T35-T38): Silber 
200 m (T36): Bronze 
400 m (T36): Bronze 
- Chen Hongjie

Hochsprung (F46): Bronze 
- Chen Liang
- Cui Yanfeng

4 × 400 m (T53/54): Gold 
- Du Jun
- Fan Chengcheng
- Fan Liang

Diskuswurf (F53/54): Gold 
- Fu Xinhan

100 m (T35): Silber 
- Gao Changlong

Speerwurf (F42/44): Bronze 
- Gao Mingjie

Speerwurf (F42/44): Gold 
- Guo Wei

Kugelstoßen (F35/36): Gold 
Diskuswurf (F35/36): Gold 
Speerwurf (F35/36): Gold 
- Ha Silao
- Han Guiming
- He Chengen

800 m (T36): Silber 
- Li Duan

Weitsprung (F11): Gold 
Dreisprung (F11): Gold 
- Li Huzhao

800 m (T53): Gold 
4 × 100 m (T53/T54): Gold 
4 × 400 m (T53/54): Gold 
400 m (T53): Silber 
- Li Jiayu
- Li Jun
- Li Kangyong

Weitsprung (F46): Bronze 
- Li Liming
- Li Qiang

4 × 100 m (T11-T13): Gold 
- Li Yansong

4 × 100 m (T11-T13): Gold 
200 m (T12): Silber 
- Liu Xiangkun

4 × 100 m (T11-T13): Gold 
- Lu Jianming
- Ma Yuxi

100 m (T37): Silber 
4 × 100 m (T35-T38): Silber 
200 m (T37): Bronze 
Weitsprung (F37/38): Bronze 
- Man Lin
- Qi Shun

Marathon (T12): Gold 
- Qin Ning
- Qiu Jianfeng
- Song Jinbao
- Wang Lezheng

Diskuswurf (F42): Bronze 
- Wang Qiuhong
- Wang Wenbo

Diskuswurf (F35/36): Silber 
- Whou Wenjun

200 m (T38): Silber 
- Wu Xiang
- Wu Yancong
- Wu Yanjian
- Xia Dong

Kugelstoßen (F37/38): Gold 
Speerwurf (F37/38): Gold 
Diskuswurf (F37/38): Bronze 
- Xiao Jialin
- Xu Chongyao
- Xu Ran
- Yang Chen

4 × 100 m (T35-T38): Silber 
- Yang Sen

100 m (T35): Gold 
- Yang Yuqing

4 × 100 m (T11-T13): Gold 
100 m (T12): Bronze 
200 m (T12): Bronze 
- Yu Shiran

200 m (T53): Gold 
100 m (T53): Bronze 
- Yu Xianhua
- Zhang Lixin

200 m (T54): Gold 
4 × 100 m (T53/T54): Gold 
4 × 400 m (T53/54): Gold 
400 m (T54): Bronze 
- Zhang Xuelong

Speerwurf (F37/38): Silber 
- Zhang Yingbin

Speerwurf (F55/56): Silber 
- Zhang Zhen

1000 m (T11): Gold 
5000 m (T11): Gold 
- Zhao Ji

4 × 100 m (T53/T54): Gold 
4 × 400 m (T53/54): Gold 
- Zhao Xu
- Zheng Weihai

Diskuswurf (F57/58): Silber 
- Zhou Wenjun

100 m (T38): Silber 
4 × 100 m (T35-T38): Silber 
- Zhou Zunbao
- Zhu Pengkai

Speerwurf (F11/12): Gold 
- Zong Kai

4 × 100 m (T53/T54): Gold 

### Powerlifting (Bankdrücken)
Bei den Wettbewerben im Powerlifting gewannen die chinesischen Athleten neun Gold-, zwei Silber- und drei Bronzemedaillen und führten damit in diesem Wettbewerb den Medaillenspiegel an.
Frauen
- Bian Jianxin

bis 60 kg: Gold 
- Cui Zhe

bis 40 kg: Silber 
- Fu Taoying

bis 67,5 kg: Gold 
- Li Ruifang

über 82,5 kg: Gold 
- Shi Shanshan
- Xiao Cuijuan

bis 44 kg: Gold 
- Zhang Liping

bis 75 kg: Bronze 
- Zuo Jue

bis 82,5 kg: Silber 
Männer
- Cai Huichao

bis 90 kg: Gold 
- Li Bing
- Liu Lei

bis 75 kg: Gold 
über 100 kg: Bronze 
- Qi Dong

bis 100 kg: Gold 
- Wang Jian
- Wu Guojing

bis 52 kg: Gold 
bis 67,5 kg: Bronze 
- Wu Maoshun
- Zhang Haidong

bis 82,5 kg: Gold 

### Radsport
Bei den Wettbewerben im Radsport gewannen die chinesischen Athleten vier Silber- und drei Bronzemedaillen.
Frauen
- Dong Jingping

Women’s Ind. Pursuit (LC 1-2/CP 4) Bahn: Bronze 
500 m Zeitfahren (LC1-2/CP 4) Bahn: Bronze 
- Niu Zhifeng
- Tang Qi
- Ye Yaping

500 m Zeitfahren (LC1-2/CP 4) Bahn: Silber 
- Zhou Jufang

Einzel-Zeitfahren (LC 1/LC 2/CP 4) Straße: Silber 
Männer
- Zhang Kuidong

1 km Zeitfahren (LC 1) Bahn: Silber 
Team-Sprint (LC 1-4, CP3/4) Bahn: Silber 
- Zhang Lu

Team-Sprint (LC 1-4, CP3/4) Bahn: Silber 
- Zheng Yuanchao

Team-Sprint (LC 1-4, CP3/4) Bahn: Silber 
1 km Zeitfahren (LC 2) Bahn: Bronze 

### Rollstuhlbasketball
Bei den Wettbewerben im Rollstuhlbasketball gewannen die chinesischen Athleten keine Medaillen.
| Frauen | Männer |
| --- | --- |
| - Cao Qiuping - Chen Damei - Chen Quirong - Fu Yongqing - Gu Li - Hao Wenhua - Li Yanhua - Liu Mihuan - Yang Chao - Zhang Santao - Zheng Donghuai | - Chen Guojun - Chen Haijiang - Chen Qi - Ding Hai - Guo Yandong - Huang Xunan - Li Pengcheng - Lin Yinhai - Qu Huanjian - Xu Hang - Yang Lei - Zhang Lei |

### Rollstuhlfechten
Bei den Wettbewerben im Rollstuhlfechten gewannen die chinesischen Athleten sechs Gold- und sechs Silbermedaillen sowie eine Bronzemedaille und führten damit in diesem Wettbewerb den Medaillenspiegel an.
Frauen
- Yao Fang

Degen (B): Silber 
Florett (B): Silber 
- Ye Hua

Florett (B): Bronze 
- Zhang Chuncui

Degen (A): Gold 
Florett (A): Silber 
- Zhang Wenxin

Männer
- Ding Baozhong
- Hu Daoliang

Degen (B): Gold 
Florett (B): Gold 
- Tian Jianquan

Degen (A): Gold 
Säbel (A): Silber 
- Ye Ruyi

Florett (A): Gold 
Säbel (A): Gold 
- Zang Lei

Degen (A): Silber 
Florett (A): Silber 

### Rollstuhlrugby
Bei den Wettbewerben im Rollstuhlrugby gewannen die chinesischen Athleten keine Medaillen.
Frauen
- Zhang Wenli

Männer
- Chen Jun
- Cheng Shuangmiao
- Cui Maosheng
- Han Guifei
- Shao Dequan
- Tao Zhenfeng
- Tian Shilin
- Wang Sheng
- Xia Junfeng
- Yu Zhongtao

### Rollstuhltennis
Bei den Wettbewerben im Rollstuhltennis gewannen die chinesischen Athleten keine Medaillen.
Frauen
- Dong Fuli
- Hu Dandan

Männer
- Li Baiqing
- Shi Yanping

### Rudern
Bei den Wettbewerben im Rudern gewannen die chinesischen Athleten eine Goldmedaille im Zweier 1000 m (Mixed).
Frauen
- Gao Wenwen
- Lin Cuizhi
- Zhang Jinhong
- Zhou Yangjing

Zweier 1000 m (Mixed): Gold 
Männer
- Dong Hongyan
- Hao Tongtu
- Li Ming
- Shan Zilong

Zweier 1000 m (Mixed): Gold 
- Tan Yeteng
- Wang Wenqing

### Schießen
Bei den Wettbewerben im Schießen gewannen die chinesischen Athleten eine Goldmedaille sowie drei Silber- und drei Bronzemedaillen.
Frauen
- Lin Haiyan

Luftpistole 10 Meter (SH1): Gold 
- Liu Jie
- Wang Tingting
- Zhang Cuiping

Mixed Luftgewehr 10 Meter liegend (SH1): Silber 
Mixed Freies Gewehr 50 Meter liegend (SH1): Silber 
Sportgewehr 50 Meter (SH1): Bronze 
- Zhang Nan

Männer
- Dong Chao

Freies Gewehr 50 Meter (SH1): Bronze 
Mixed Freies Gewehr 50 Meter liegend (SH1): Bronze 
- Gou Dingchao
- Huang Wei
- Li Jianfei

Mixed Sportpistole 25 Meter (SH1): Silber 
- Ni Hedong
- Ru Decheng
- Wang Hongzhi
- Yuan Hongxiang

### Schwimmen
Bei den Wettbewerben im Schwimmen gewannen die chinesischen Athleten insgesamt 52 Medaillen, davon 13 Gold-, 22 Silber- und 17 Bronzemedaillen. Damit landeten sie im Medaillenspiegel dieses Wettbewerbes auf Platz zwei hinter den Vereinigten Staaten und vor der Ukraine. Die Männer aus China waren mit 42 gewonnenen Medaillen wesentlich erfolgreicher als die Frauen, die 9 Medaillen errungen.
Frauen
- Cai Hongmei
- Chen Zhonglan
- Dun Longjuan
- Huang Min

50 Meter Schmetterling (S7): Gold 
100 Meter Brust (SB7): Silber 
200 Meter Lagen (SM7): Silber 
- Jiang Fuying

50 Meter Schmetterling (S6): Gold 
100 Meter Rücken (S6): Bronze 
- Jiang Shengnan
- Jin Xiaoqin

100 Meter Schmetterling (S8): Bronze 
- Lu Hongmei
- Lu Weiyuan
- Qian Huiyu
- Wang Qian
- Wang Shuai

100 Meter Schmetterling (S10): Bronze 
- Xia Jiangbo

50 Meter Rücken (S3): Bronze 
- Xie Qing

100 Meter Freistil (S11): Gold 
- Xu Yanru
- Yang Tianshu

Männer
- Deng Sanbo
- Du Jianping

100 Meter Freistil (S3): Gold 
50 Meter Rücken (S3): Gold 
4 × 50 Meter Freistil Staffel: Gold 
4 × 50 Meter Lagen Staffel: Gold 
50 Meter Freistil (S3): Silber 
200 Meter Freistil (S3): Bronze 
- Gao Nan
- Guo Jun
- Guo Zhi

50 Meter Freistil (S9): Silber 
100 Meter Freistil (S9): Silber 
100 Meter Rücken (S9): Silber 
4 × 100 Meter Lagen Staffel: Silber 
100 Meter Schmetterling (S9): Bronze 
4 × 100 Meter Freistil Staffel: Bronze 
- He Junquan

4 × 50 Meter Freistil Staffel: Gold 
50 Meter Rücken (S5): Silber 
200 Meter Lagen (SM5): Silber 
50 Meter Schmetterling (S5): Bronze 
- Li Hanhua

200 Meter Freistil (S3): Silber 
100 Meter Freistil (S3): Bronze 
- Li Peng
- Lin Furong

100 Meter Brust (SB9): Silber 
4 × 100 Meter Lagen Staffel: Silber 
- Liu Ce
- Liu Ruijin
- Ma Fei
- Pei Mang

50 Meter Schmetterling (S7): Bronze 
- Tang Yuan

4 × 50 Meter Freistil Staffel: Gold 
4 × 50 Meter Lagen Staffel: Gold 
50 Meter Freistil (S6): Silber 
100 Meter Freistil (S6): Silber 
100 Meter Rücken (S6): Bronze 
- Tian Hengheng
- Tian Rong

50 Meter Schmetterling (S7): Gold 
200 Meter Lagen (SM7): Silber 
- Wang Jiachao

200 Meter Lagen (SM8): Silber 
400 Meter Freistil (S8): Bronze 
- Wang Renjie
- Wang Xiaofu

50 Meter Freistil (S8): Gold 
100 Meter Freistil (S8): Gold 
100 Meter Brust (SB8): Silber 
4 × 100 Meter Lagen Staffel: Silber 
100 Meter Schmetterling (S8): Bronze 
4 × 100 Meter Freistil Staffel: Bronze 
- Wei Yanpeng

100 Meter Schmetterling (S8): Silber 
4 × 100 Meter Lagen Staffel: Silber 
4 × 100 Meter Freistil Staffel: Bronze 
- Xiong Xiaoming

50 Meter Freistil (S9): Bronze 
4 × 100 Meter Freistil Staffel: Bronze 
- Xu Qing

50 Meter Freistil (S6): Gold 
50 Meter Schmetterling (S6): Gold 
4 × 50 Meter Lagen Staffel: Gold 
200 Meter Lagen (SM6): Bronze 
- Yang Bozun

100 Meter Rücken (S11): Gold 
100 Meter Freistil (S11): Silber 
400 Meter Freistil (S11): Silber 
100 Meter Brust (SB11): Silber 
- Yang Yuanrun

4 × 50 Meter Freistil Staffel: Gold 
4 × 50 Meter Lagen Staffel: Gold 
100 Meter Rücken (S6): Silber 
200 Meter Lagen (SM6): Silber 
100 Meter Freistil (S6): Bronze 
- Zeng Huabin

50 Meter Rücken (S4): Bronze 

### Segeln
Bei den Wettbewerben im Segeln gewannen die chinesischen Athleten keine Medaillen. Die beste Platzierung erreichten Jia Hailiang und Yang Xiujuan im Zwei-Mann-Kielboot. Sie landeten in dieser Disziplin auf Platz vier.
Frauen
- Yang Xiujuan

Männer
- Jia Hailiang
- Li Ke
- Qi Mingxue
- Wang Tao
- Xu Jingkun

### Sitzvolleyball
Bei den Wettbewerben im Sitzvolleyball gewann die Frauenmannschaft eine Goldmedaille. Die Herrenmannschaft hingegen gewann keine Medaille.
| Frauen (Gold ) | Männer |
| --- | --- |
| - Li Liping - Liang Fen - Liu Lijuan - Lu Chunli - Lu Hongqin (C) - Sheng Yuhong - Tan Yanhua - Yang Yanling - Zhang Lijun - Zhang Xufei - Zheng Xiongying (L) - Zhong Haihong | - Ding Xiaochao - Dou Wencheng - Gao Hui - Huang Chunji - Li Ji - Li Lei - Li Mingfa - Tong Jiao - Wang Haidong - Wang Xiao Lang - Zhang Zhongmin - Zhou Canming |

(C) = Kapitän der Mannschaft, (L) = Libero

### Tischtennis
Bei den Wettbewerben im Tischtennis gewannen die chinesischen Athleten insgesamt 22 Medaillen, davon 13 Gold-, 6 Silber- und 3 Bronzemedaillen und führten damit in diesem Wettbewerb den Medaillenspiegel an.
Frauen
- Fan Lei

Mannschaft TT 6 – TT 10: Gold 
Einzel TT 10: Silber 
- Gu Gai

Mannschaft TT 4 – TT 5: Gold 
Einzel TT 5: Silber 
- Hou Chunxiao

Mannschaft TT 6 – TT 10: Gold 
Einzel TT 10: Bronze 
- Lei Lina

Einzel TT 9: Gold 
Mannschaft TT 6 – TT 10: Gold 
- Li Qian

Einzel TT 3: Gold 
Mannschaft TT 1 – TT 3: Gold 
- Li Yuqiang
- Liu Jing

Einzel TT 1 – TT 2: Gold 
Mannschaft TT 1 – TT 3: Gold 
- Liu Meili

Mannschaft TT 6 – TT 10: Gold 
Einzel TT 9: Silber 
- Ren Guixiang

Einzel TT 5: Gold 
Mannschaft TT 4 – TT 5: Gold 
- Zhang Bian

Mannschaft TT 4 – TT 5: Gold 
- Zhang Xiaoling

Einzel TT 8: Bronze 
- Zhou Ying

Einzel TT 4: Gold 
Mannschaft TT 4 – TT 5: Gold 
Männer
- Bai Gang

Mannschaft TT 4 – TT 5: Silber 
- Chen Chao

Mannschaft TT 9 – TT 10: Gold 
- Chen Gang

Einzel TT 8: Gold 
Mannschaft TT 6 – TT 8: Gold 
- Feng Panfeng

Einzel TT 3: Gold 
Mannschaft TT 3: Bronze 
- Gao Yanming

Mannschaft TT 3: Bronze 
- Ge Yang

Einzel TT 9 – TT 10: Gold 
Mannschaft TT 9 – TT 10: Gold 
- Guo Xingyuan

Mannschaft TT 4 – TT 5: Silber 
- Li Manzhou

Mannschaft TT 6 – TT 8: Gold 
- Lu Xiaolei

Mannschaft TT 9 – TT 10: Gold 
- Ma Lin

Mannschaft TT 9 – TT 10: Gold 
Einzel TT 9 – TT 10: Silber 
- Qin Xiaojun

Mannschaft TT 6 – TT 8: Gold 
- Ye Chaoqun

Mannschaft TT 6 – TT 8: Gold 
Einzel TT 7: Silber 
- Zhang Yan

Mannschaft TT 4 – TT 5: Silber 
- Zhao Ping

Mannschaft TT 3: Bronze 